# Flosstradamus
Curt Cameruci, besser bekannt unter dem Namen Flosstradamus, ist ein amerikanischer DJ und Musikproduzent. Flosstradamus war vorher ein Duo, bestehend aus Cameruci und Josh Young aus Chicago. Nachdem Josh Young ein Seitenprojekt namens YehMe2 startete und es für ihn eine höhere Priorität als Flosstradamus erlangte, verkündete er am 20. Dezember 2016 auf Instagram seinen Austritt aus dem Projekt Flosstradamus. Einen Tag später meldete sich Cameruci von der Facebook-Seite von Flosstradamus, um zu verkünden, dass er unter dem Namen Flosstradamus das Projekt weiterführe. Cameruci ist noch unter dem Namen Autobot und Josh ist noch unter dem Namen J2K bekannt.
Flosstradamus als Duo hat unter anderem mit Diplo, Valentino Khan, Ricky Remedy, A-Trak, Juicy J, Waka Flocka Flame und vielen weiteren Künstlern gearbeitet.

## Diskografie

### EPs
- 2011: „Jubilation“ (Fool’s Gold Records)[5]
- 2012: „Total Recall“ (Mad Decent/Jeffrees)[6]
- 2012: „Jubilation 2.0“ (Fool’s Gold Records)[7]
- 2012: „X☮“[8]
- 2012: „X☯“[9]
- 2012: „X☢“[10]
- 2013: „Nomads EP“ (mit DJ Sliink)[11]
- 2014: „Wake & Bake“ (mit Travis Porter)[12]
- 2014: „Plurnt“[13]
- 2014: „Rebound Remixes“[14]
- 2015: „Plurnt: The Remixes“[15]
- 2015: „Soundclash“ (Ultra Records/Fool’s Gold Records)
- 2015: „HDYNATION RADIO“ (Ultra Records)
- 2017: „Came Up Remixes“ (Ultra Records)
- 2017: „Back Again Remixes“ (Ultra Records)

### Mixtapes
- 2007: Scion Audio/Visual CD Sampler V. 17 (Vice Records)
- 2009: Are You In?: Nike+ Original Run

### Singles
- 2009: „Big Bills“ featuring Caroline Polachek (Green Label)
- 2013: „Assquake“
- 2013: „Look at the Sky“
- 2013: „Hood Fantasy“
- 2013: „Pillz“ (mit Yellow Claw and Green Velvet)
- 2013: „Mosh Pit“ (mit Casino)
- 2014: „Drop Top“ (mit Travis Porter)
- 2014: „TTU (Too Turnt Up)“ (mit Waka Flocka Flame)
- 2014: „Rebound“ (mit Elkka)
- 2015: „Soundclash“ (mit TroyBoi)
- 2016: „Came Up“ (mit FKi 1st, graves, Post Malone & Key!)
- 2017: „Back Again“ (mit Mayhem & Waka Flocka Flame)
- 2017: „How You Gon’ Do That“ (mit Cara)
- 2017: „Tern It Up“ (mit Dillon Francis)
- 2018: „2 MUCH“ (mit 24hrs)
- 2018: „MVP“ (mit Smokepurpp)
- 2018: „Guava“ (mit Rawtek)
- 2018: „ID“ (mit Boombox Cartel)
- 2019: „G.O.D. (GRIND OR DIE)“ (mit BLVCK JVCK & Leat'eq)
- 2019: „Blackout“ (mit 4B)
- 2019: „Waffle House“ (mit Good Times Ahead)
- 2019: „Bounce Back“ (mit Megatone)
- 2020: „So Far“ (mit Nonsens)

### Produktion
- 2011: Toddla T – Take It Back (featuring J2K)
- 2012: Iggy Azalea featuring Juicy J – Flexin & Finessin
- 2012: Mykki Blanco – YungRhymeAssassin

### Soundtracks
- 2015: Need for Speed – Don’t Trip

### Remixes
- 2012: Sub Focus – Tidal Wave (Flosstradamus Remix)
- 2013: Flux Pavilion featuring Childish Gambino – Do or Die (Flosstradamus Remix)
- 2014: Young Thug – Stoner (Flosstradamus Remix)
- 2014: Steve Aoki featuring Waka Flocka Flame – Rage the Night Away (Flosstradamus Remix)
- 2015: O.T. Genasis – CoCo (Flosstradamus Remix)
- 2015: Rihanna – Bitch Better Have My Money (Flosstradamus Remix)
- 2015: Major Lazer featuring Bruno Mars, Tyga & Mystic – Bubble Butt (Flosstradamus Remix)
- 2015: Fetty Wap featuring Drake – My Way (Flosstradamus & 4B Remix)
- 2016: Dizzee Rascal & Calvin Harris – Hype (Flosstradamus Remix)
- 2019: Nghtmre & ASAP Ferg – Redlight (Flosstradamus Remix)